# Václav Kadlec
Václav Kadlec (født 20. maj 1992 i Prag, Tjekkoslovakiet) er en tjekkisk fodboldspiller, der spiller for AC Sparta Prag som angriber. I 2016 spillede han en halv sæson for FC Midtjylland, og før da havde han spillet hos Eintracht Frankfurt og for Sparta Prag, som han spillede for i fem år, startende i 2008 og frem til 2013.

## Landsholdskarriere
Kadlec har spillet tretten kampe og scoret tre mål for Tjekkiets landshold, som han debuterede for 12. oktober 2010 i en EM-kvalifikationskamp på udebane mod Liechtenstein. Han har desuden spillet adskillige kampe for forskellige tjekkiske ungdomslandshold.